# 3-아미노벤조산
3-아미노벤조산(영어: 3-aminobenzoic acid)은 화학식이 H2NC6H4CO2H인 유기 화합물이다. 메타-아미노벤조산(영어: meta-aminobenzoic acid, MABA) 또는 m-아미노벤조산(영어: m-aminobenzoic acid)이라고도 한다. 3-아미노벤조산은 흰색 고체이지만 상업용 샘플은 보통 착색된다. 3-아미노벤조산은 물에 약간만 용해된다. 3-아미노벤조산은 아세톤, 끓는 물, 뜨거운 알코올, 뜨거운 클로로포름 및 에터에 용해된다. 3-아미노벤조산은 아미노기와 카복실기으로 치환된 벤젠 고리로 구성된다.

## 같이 보기
- 아미노메틸벤조산
- 안트라닐산 (2-아미노벤조산)
- 4-아미노벤조산
- 방향족 치환기 패턴
- 단백질비생성성 아미노산